# Stabat Mater

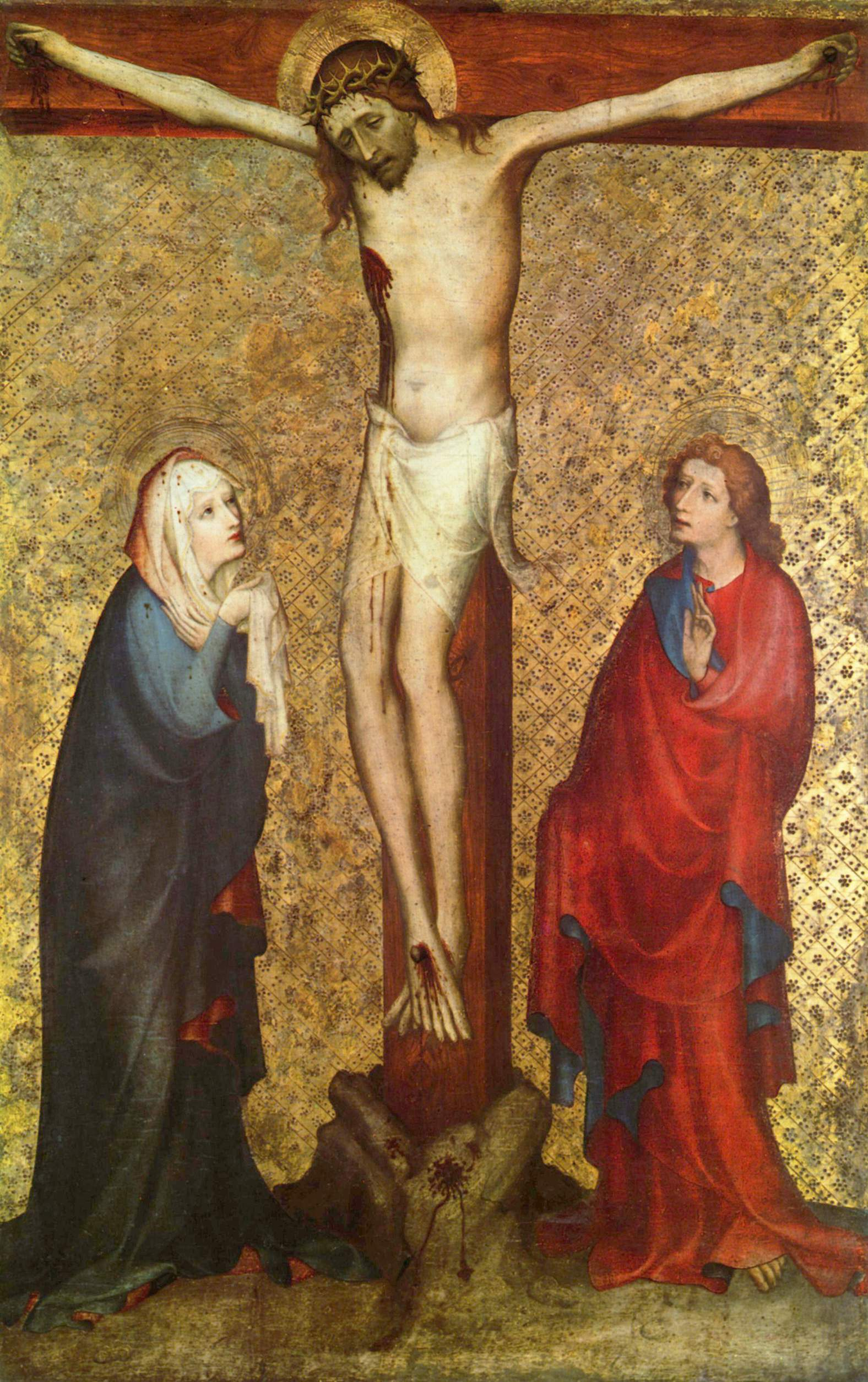
Crucifixión de Cristo, por un maestro anónimo (hacia 1410), para el castillo de Pähl, hoy en el Museo Nacional Bávaro (Múnich). Se trata de un ejemplo de Stabat Mater en las artes plásticas.

Stabat Mater ("Estaba la Madre", en latín) es un poema medieval datado en el siglo XIII, de origen franciscano y atribuido tradicionalmente a Jacopone da Todi (autoría poco probable) cuyo uso más extendido desde el siglo XV es el de secuencia. También es común su utilización dentro del oficio como himno para las festividades de la Mater Dolorosa. En este caso, los diez primeros versos del poema conformarían el himno de vísperas, los cuatro siguientes el himno de maitines, y los seis últimos el de laudes. Aparece además en algunos devocionarios y en ocasiones es cantado como motete para ciertos momentos litúrgicos distintos de la secuencia. Comienza con las palabras Stabat Mater dolorosa ("Estaba la Madre dolorosa"). Como plegaria, medita sobre el sufrimiento de María, la madre de Jesús, durante la crucifixión de su hijo.
No se debe confundir con el himno Stabat Mater Speciosa, atribuido al mismo autor, que narra el gozo de María por el nacimiento de su hijo. 

## Música
Es una de las composiciones literarias que más veces ha sido puesta en música. Cerca de 200 compositores de distintas épocas, géneros y estilos musicales han escrito obras sobre este texto. Las versiones más conocidas e interpretadas son las de Giovanni Battista Pergolesi y Gioachino Rossini, pero también deben mencionarse las de Giovanni Pierluigi da Palestrina, Josquin Desprez, Antonio Maria Bononcini, Giovanni Gualberto Brunetti, Johann Baptist Vanhal, Luigi Boccherini, Joseph Haydn, Alessandro Scarlatti, Domenico Scarlatti, Antonio Vivaldi, Giacomo Meyerbeer, Franz Schubert, Franz Liszt, George Henschel, Antonín Dvořák, Giuseppe Verdi, Lorenzo Perosi, Karol Szymanowski, Zoltán Kodály, Francis Poulenc, Isidre Jover, Josef Rheinberger, Krzysztof Penderecki, Salvador Brotons, Manuel Moreno-Buendía, Arvo Pärt, Pilar Jurado y Karl Jenkins., entre otros. En la Argentina, el compositor Gustavo Fedel compuso y grabó dos versiones diferentes de su propio Stabat Mater, que fue especialmente elogiado por Jorge Mario Bergoglio, poco antes de ser ungido como papa bajo el nombre de Francisco.
Todas estas composiciones, pese a compartir título, en muchas ocasiones no comparten la misma forma musical ni la misma función. Así, es posible encontrar Stabat Mater con forma de lauda (Innocentius Dammonis), motete (Palestrina), secuencia, himno (Vivaldi) Oratorio (Liszt), antífona o como un género aparte.

## Artes plásticas

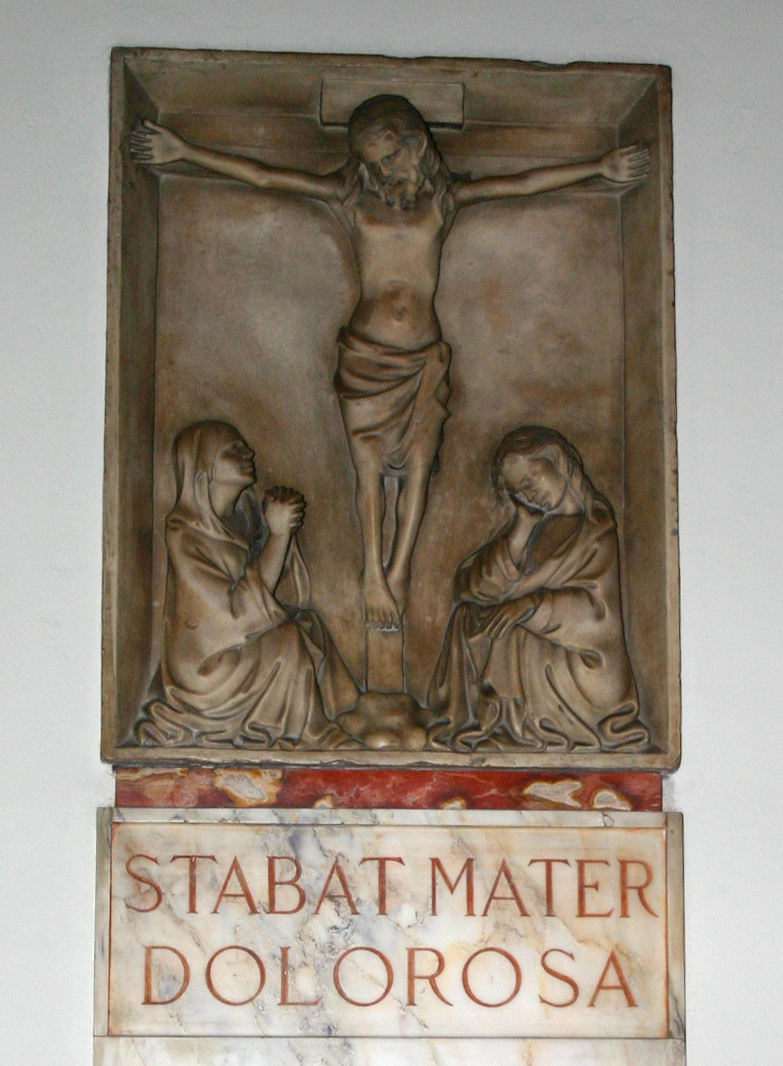
Relieve del trasepto derecho de San Nazaro Maggiore de Milán, Bonino da Campione.

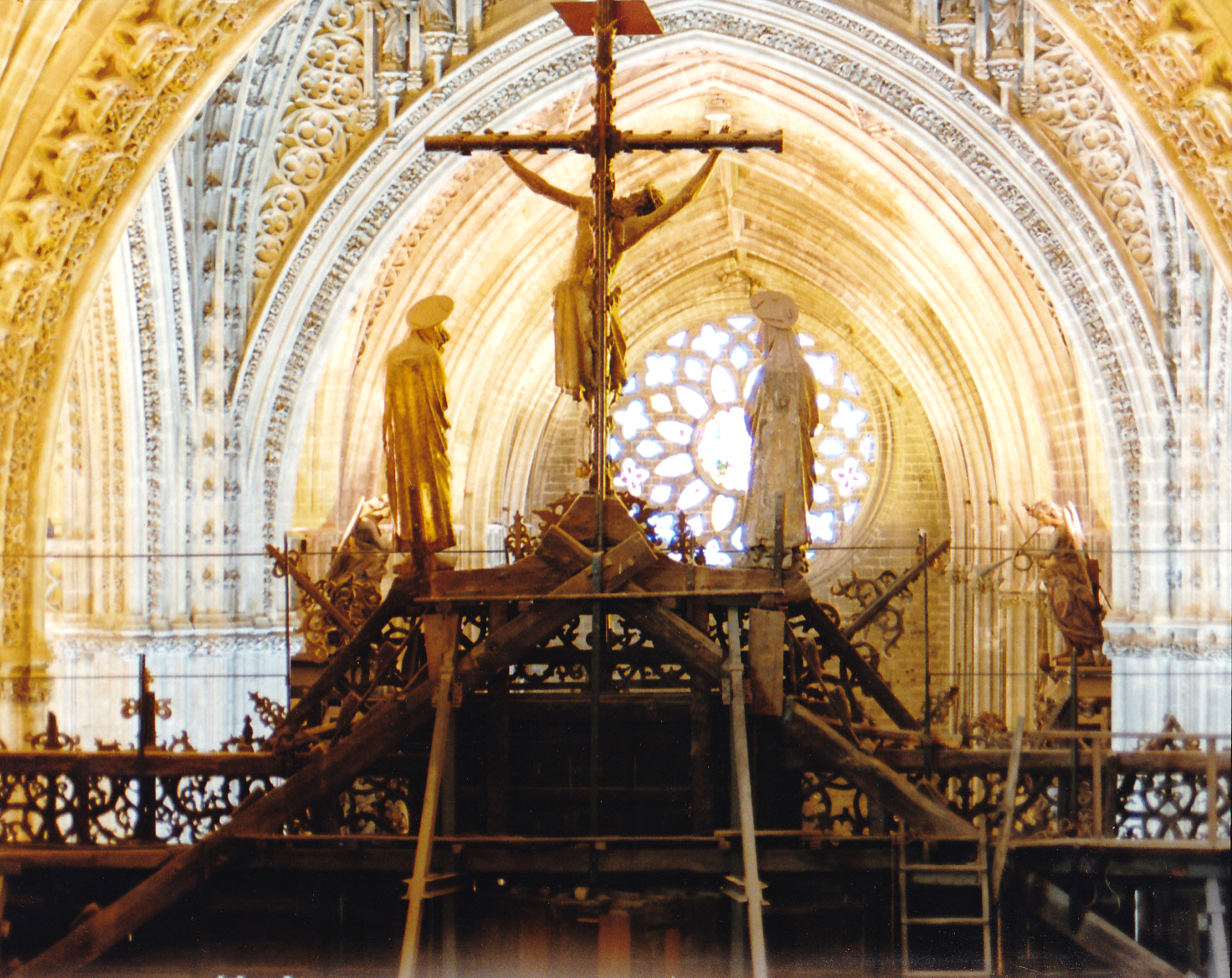
El llamado "Cristo del Millón" que remata, flanqueado por las imágenes de San Juan y la Virgen, el retablo mayor de la Catedral de Sevilla.

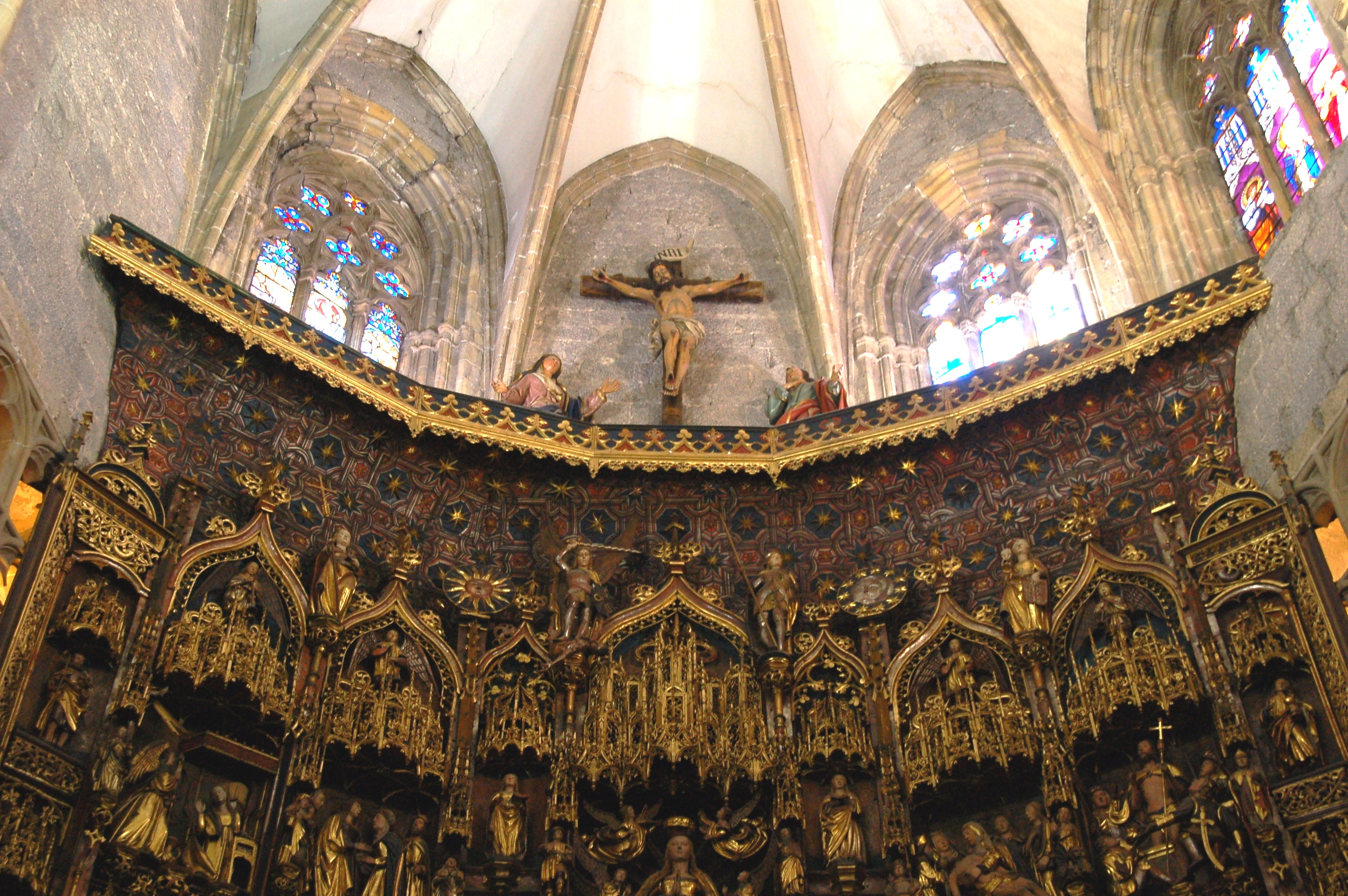
Ático del retablo mayor de la Basílica de Lequeitio, ca. 1500.

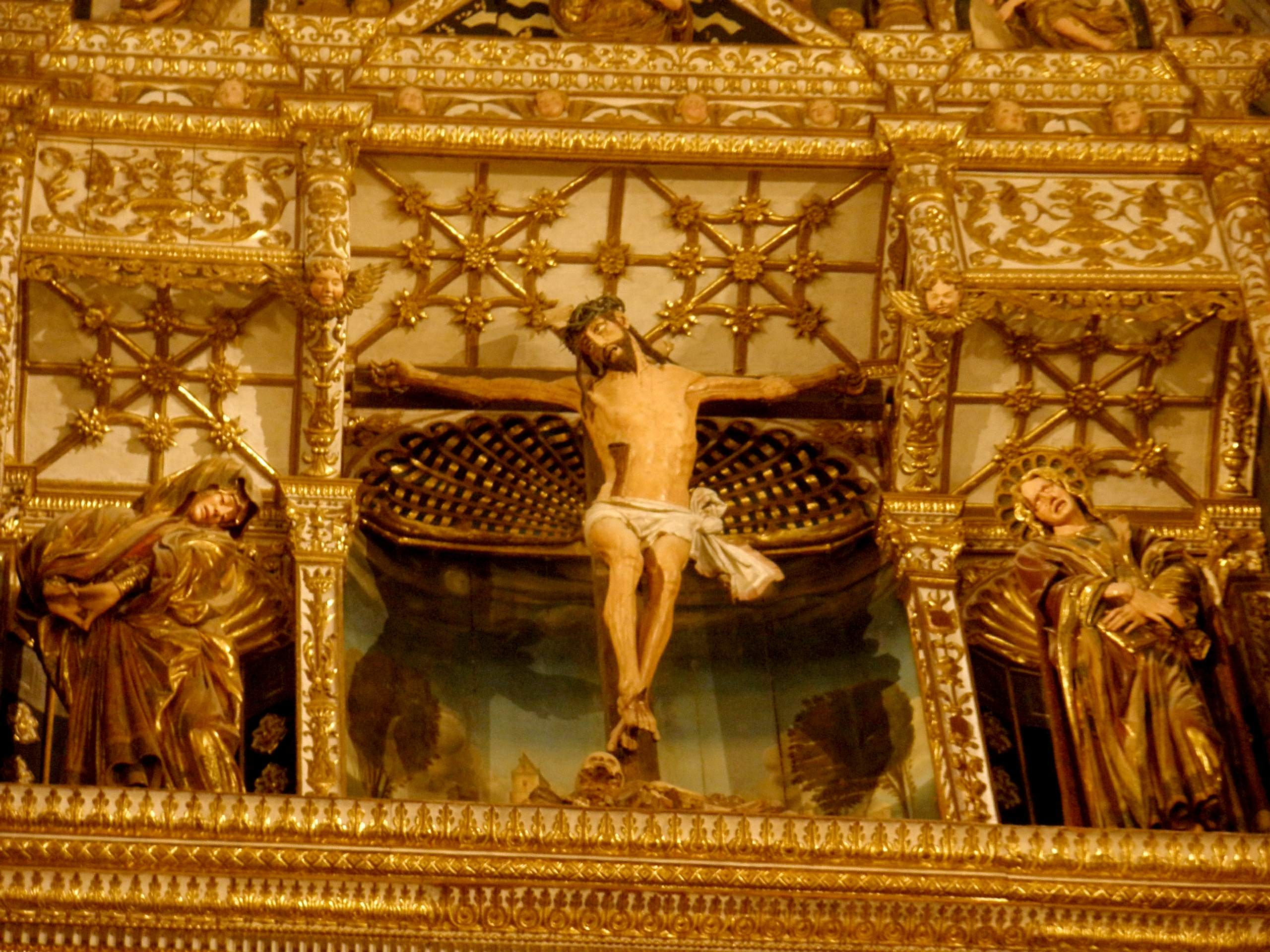
"Calvario" del ático del retablo mayor de la Catedral de Palencia, de Juan de Valmaseda, 1520.

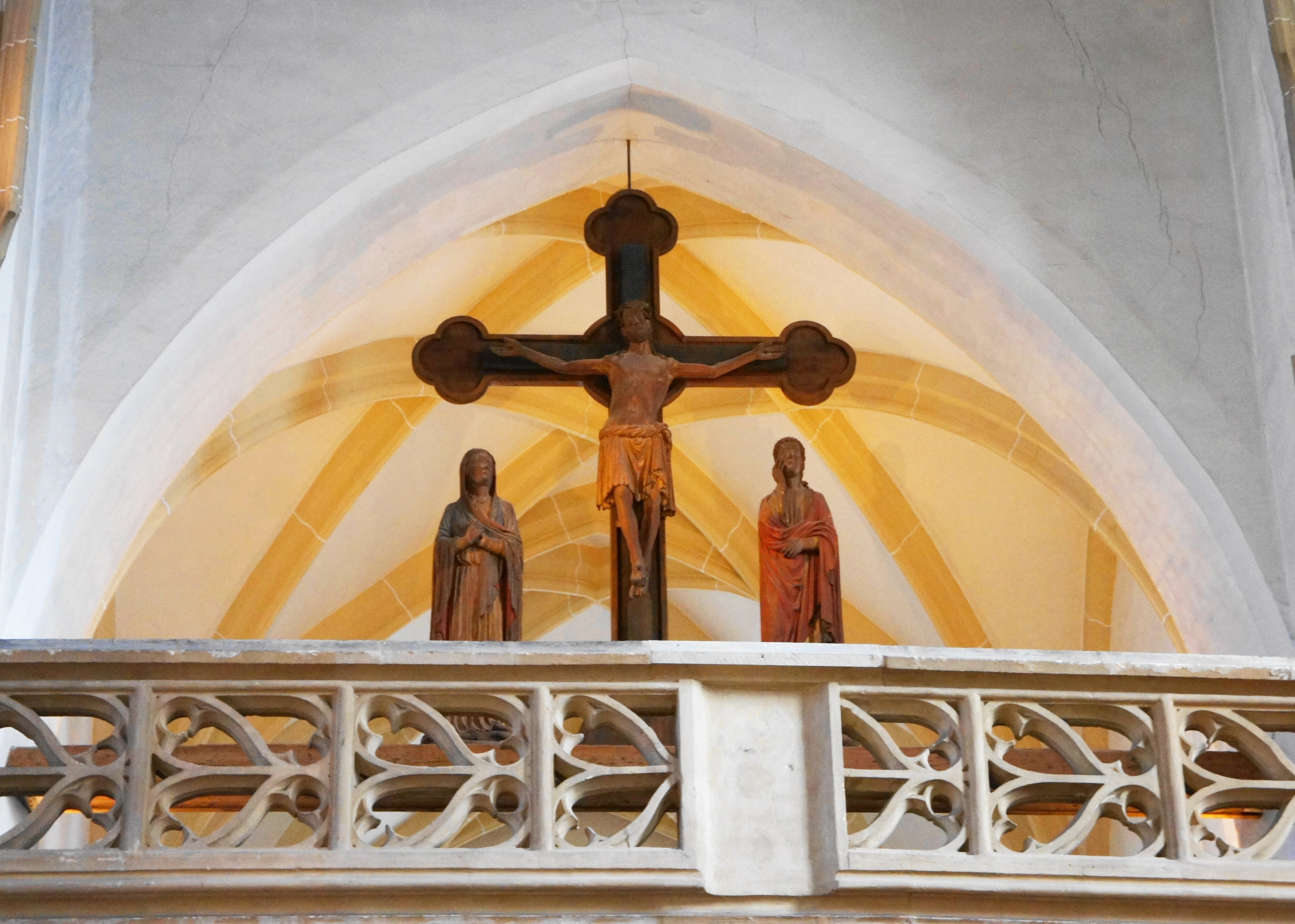
Coro alto de la catedral de Freiberg.

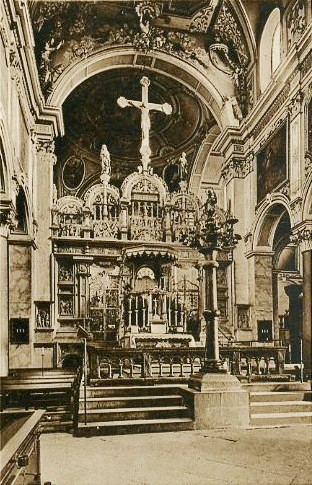
El coro alto de la catedral de Hildesheim.

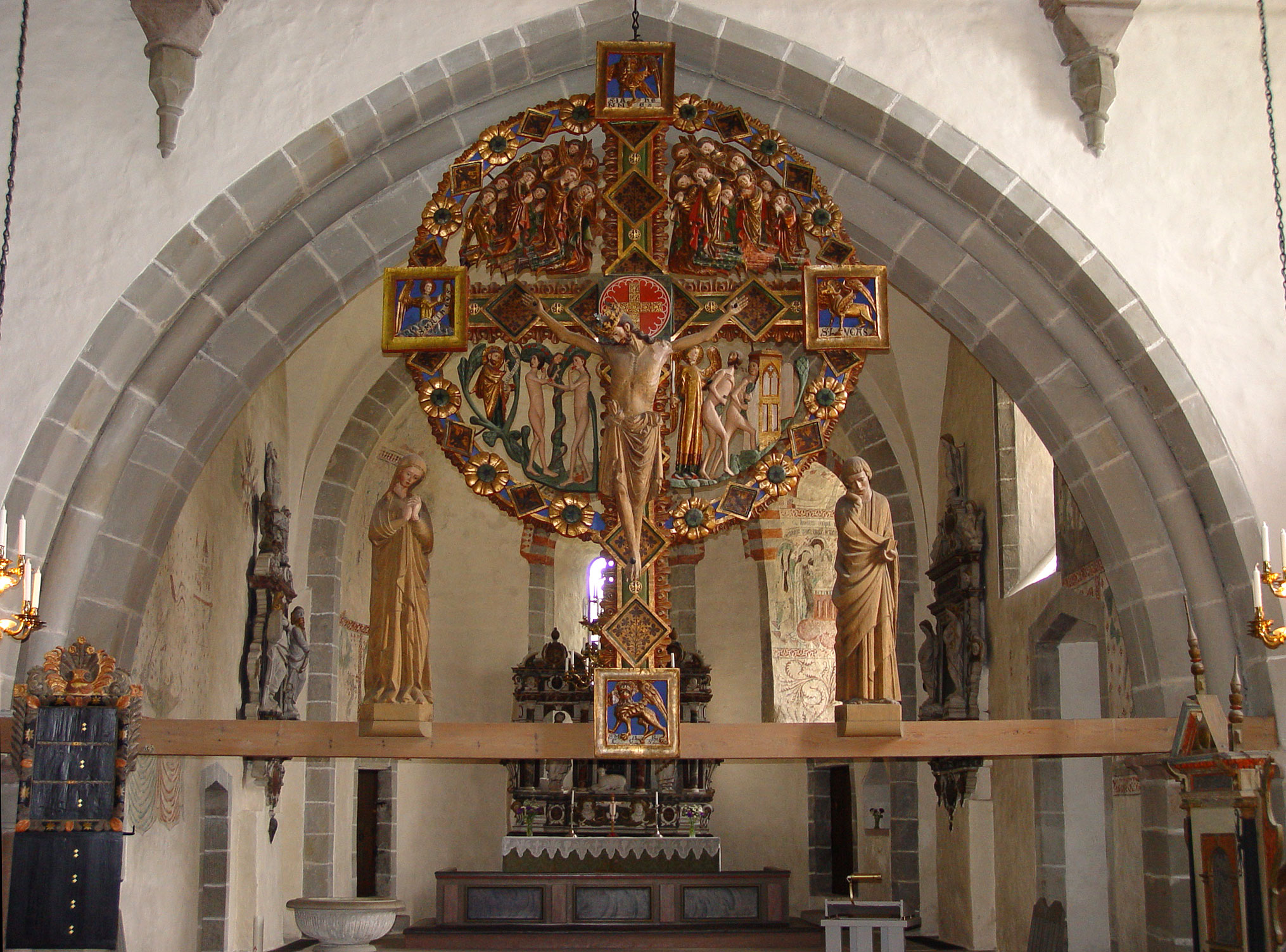
Crux triumphalis de la iglesia de Öja.

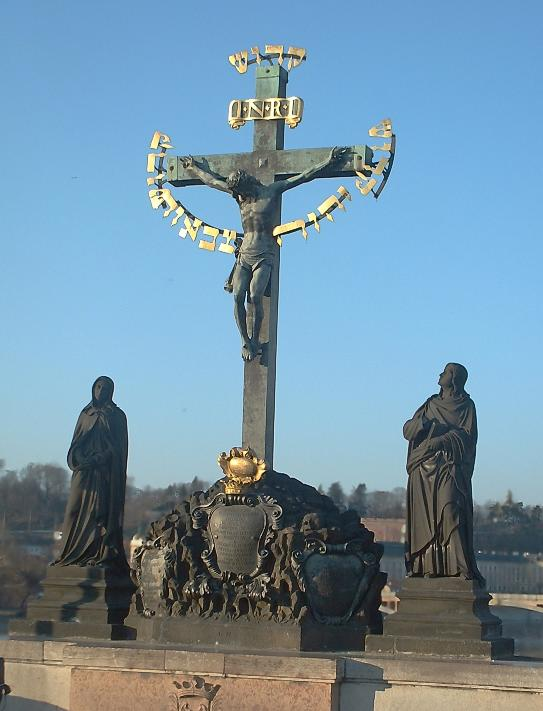
"Calvario" del Puente Carlos de Praga, 1683-1714.

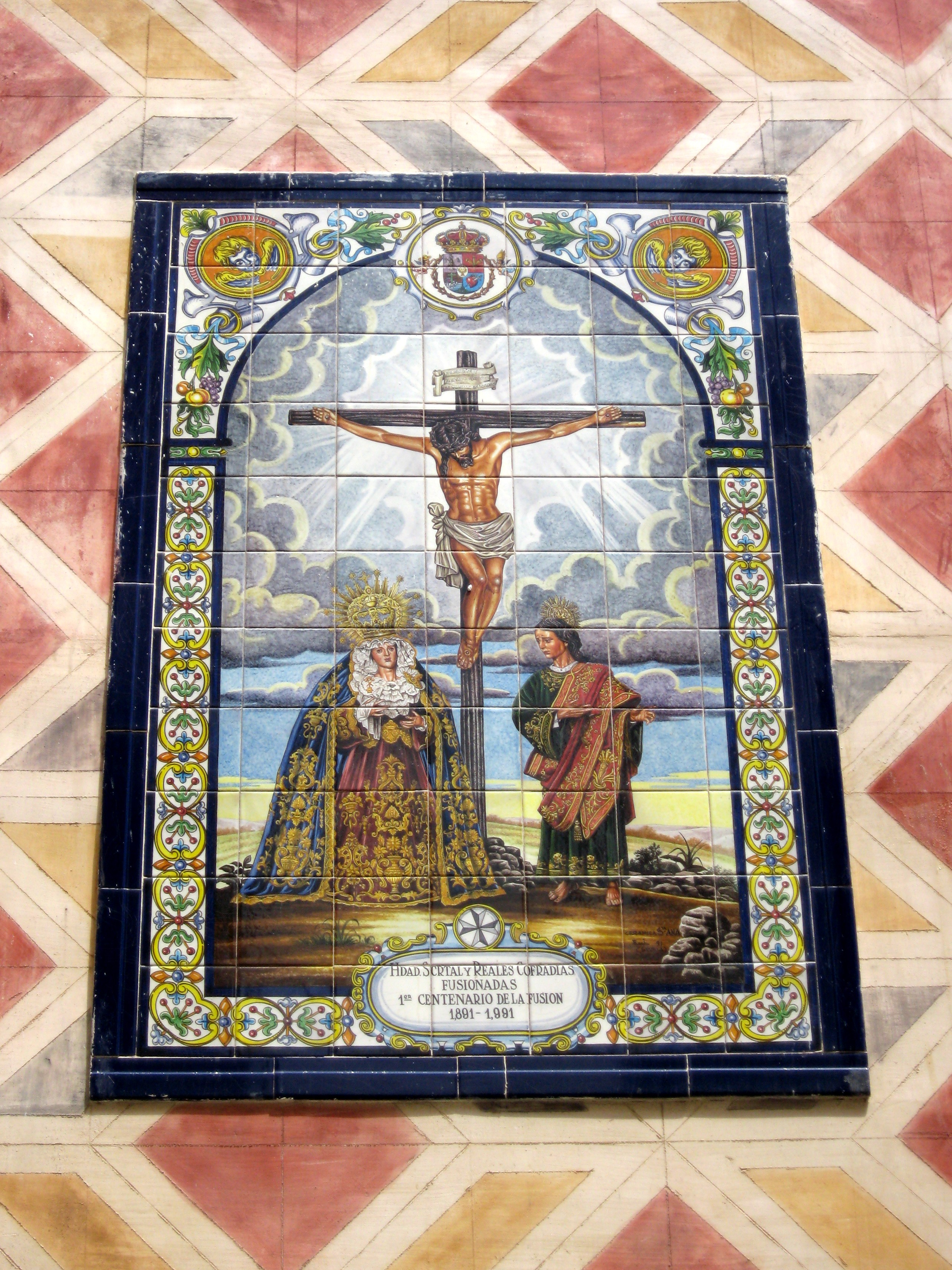
Azulejo de la iglesia de San Juan (Málaga).

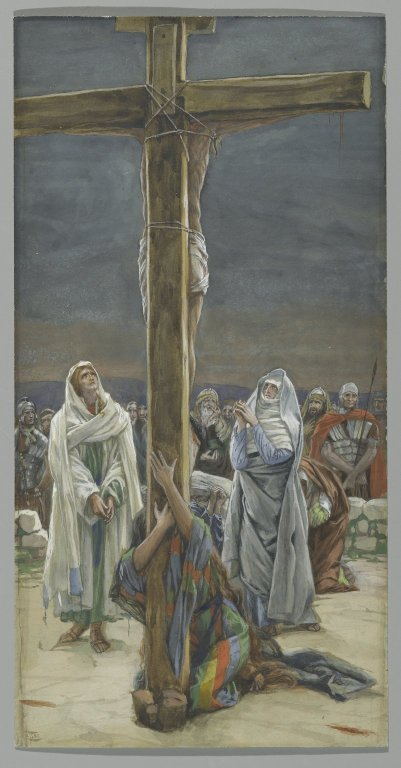
James Tissot (1886-1894) representa la escena desde el punto de vista opuesto al habitual, con lo que Cristo se ve de espaldas, semioculto por la cruz, la Virgen queda a la derecha del espectador y San Juan a la izquierda.

En las artes plásticas, Stabat Mater es un tema del arte cristiano que representa a la Virgen, de pie, a la derecha de Cristo crucificado (es decir, a la izquierda del espectador), mientras que el apóstol Juan, también de pie, se representa a la izquierda de Cristo (es decir, a la derecha del espectador); reproduciendo la escena evangélica durante la que Cristo pronunció la tercera de las "siete palabras": Mujer, aquí tienes a tu hijo ... Aquí tienes a tu madre (Juan, 19: 26-27). Es habitual que se disponga la escena como parte superior de retablos y coros altos; y conforma muchas de las Crux triumphalis y de las estaciones número doce de los viacrucis. Las representaciones más generales de la escena (con inclusión de los dos ladrones, la lanzada de Longinos, el Pasmo o Espasmo de la Virgen o incluso otras escenas de la Pasión) suelen recibir la denominación de "Calvario". Se ha propuesto una interpretación simbólica de la Virgen como la Iglesia y de San Juan como la Sinagoga, enlazando esta escena con la del descubrimiento de la tumba vacía, que convierte a las tres Marías en los primeros testigos de la Resurrección frente a la incredulidad de los apóstoles varones.

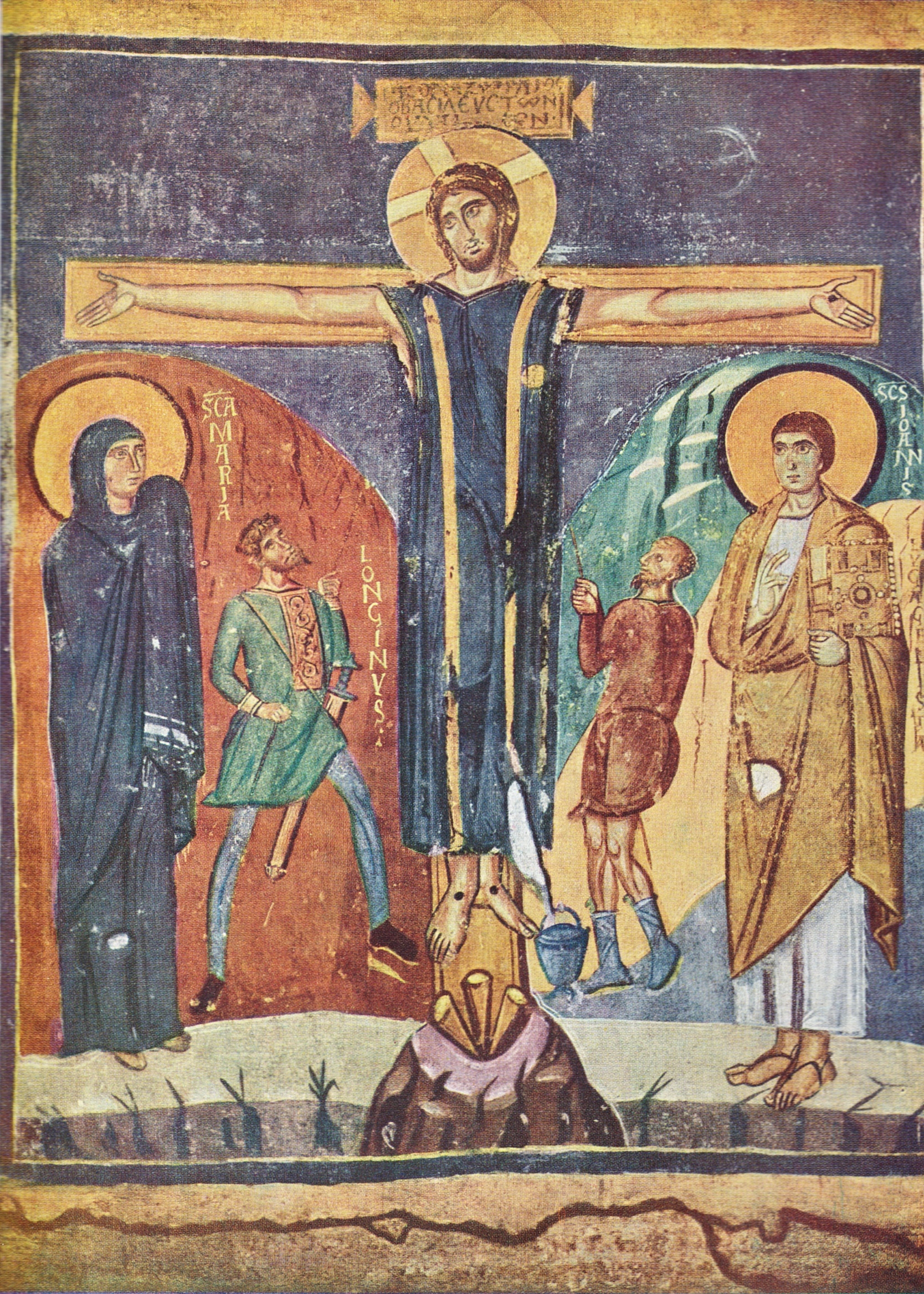
Fresco en Santa Maria Antiqua,[16] mediados del siglo VIII.
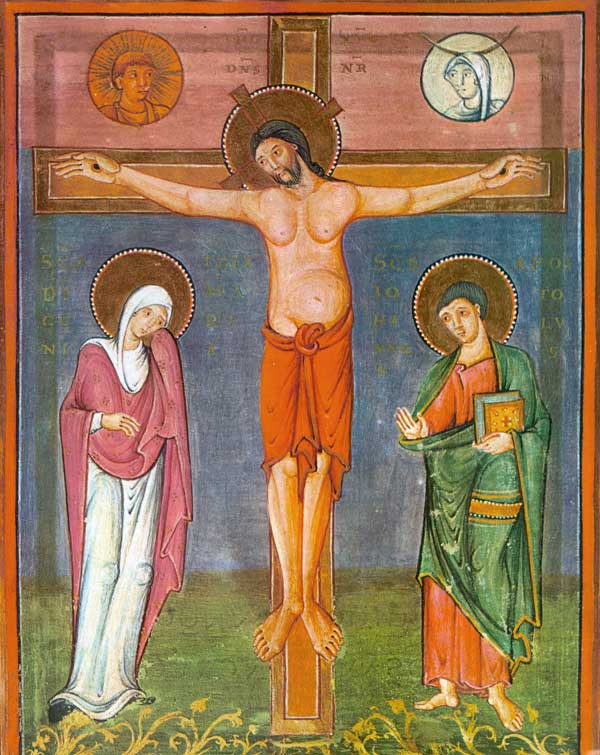
Ilustración del Codex Aureus de Lorsch, siglo XI.
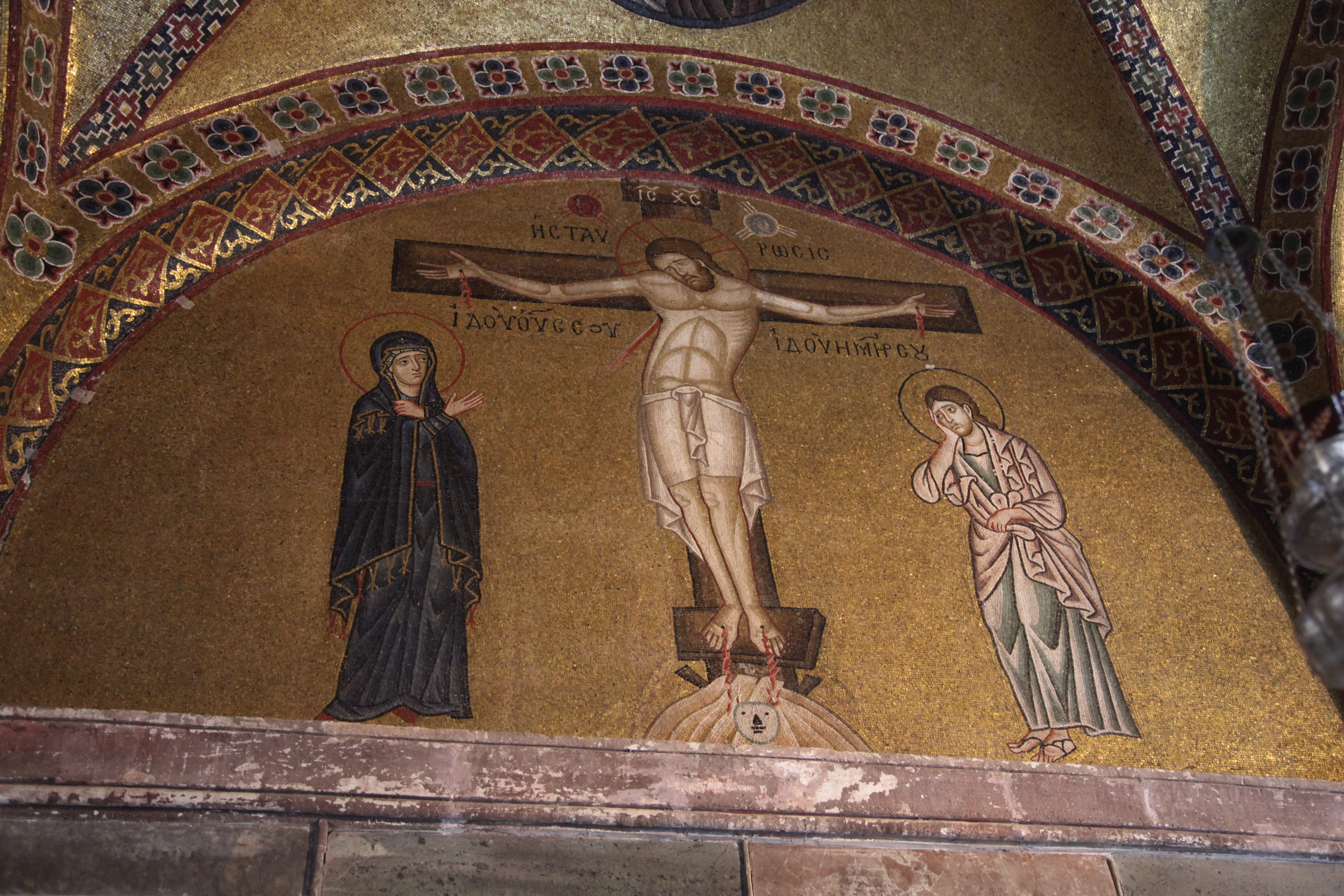
Mosaico de Osios Loukas, siglo XI.
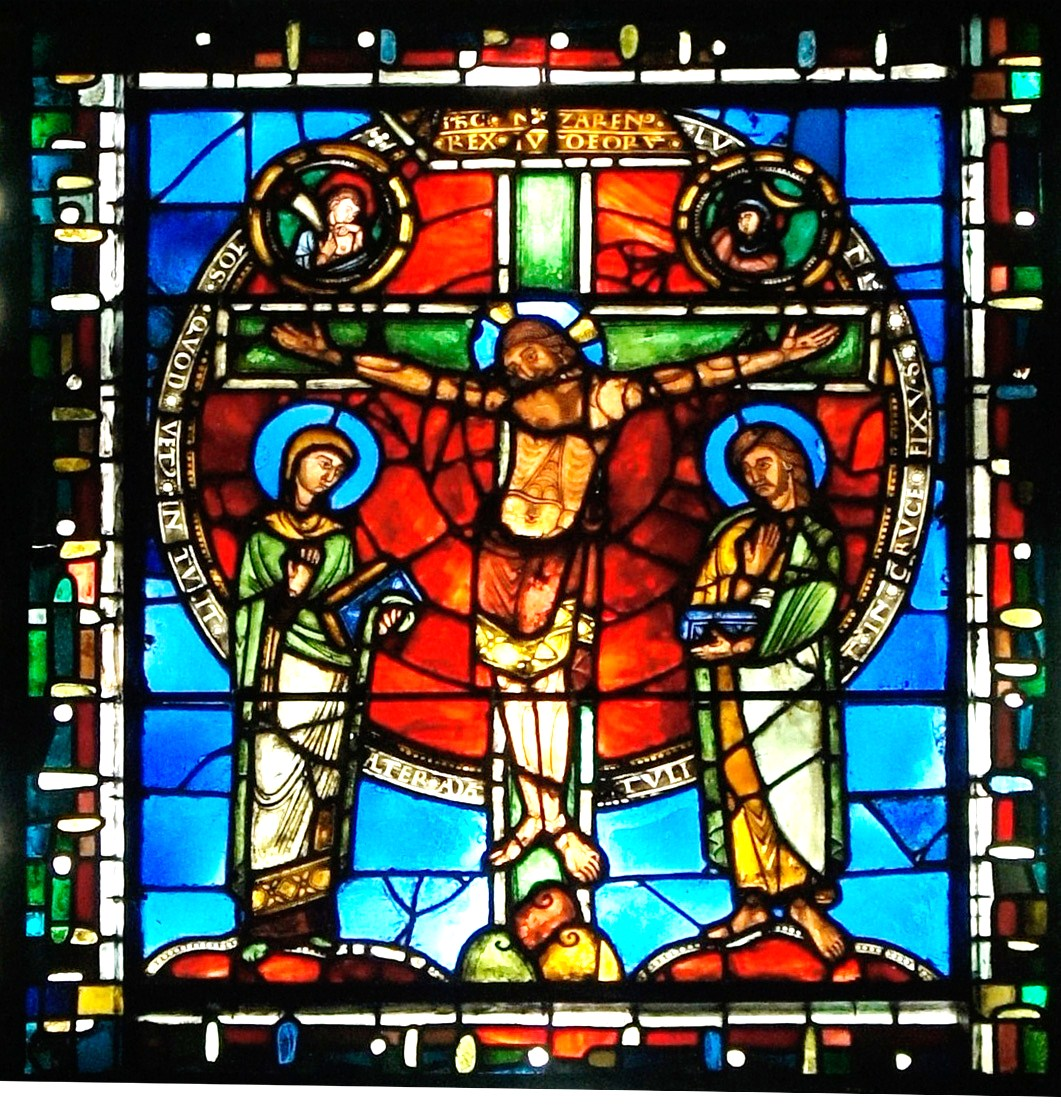
Vitral de la Redención, catedral de Saint-Étienne de Châlons,[17] 1155.
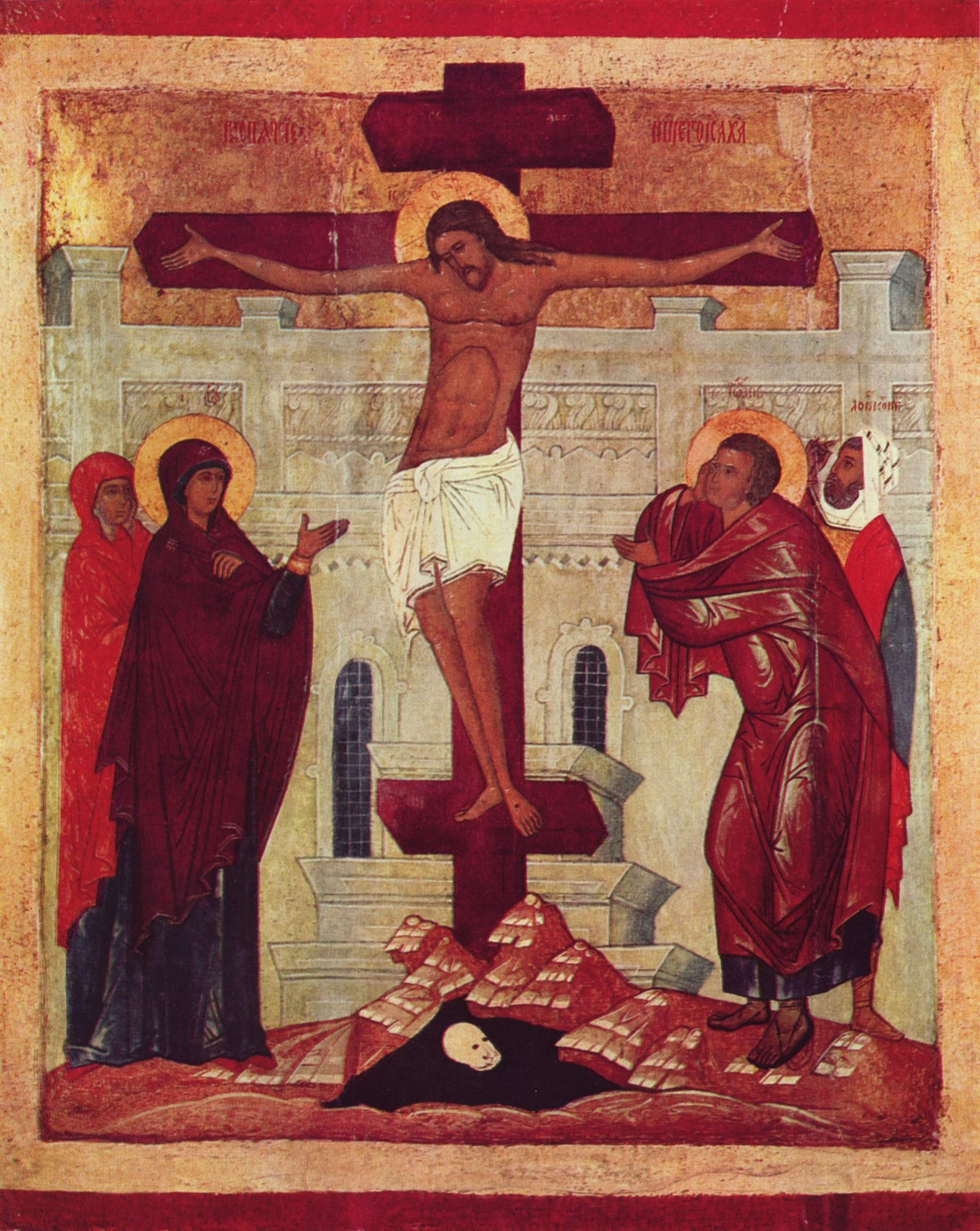
Icono ruso de la escuela de Novgorod, ca. 1360.
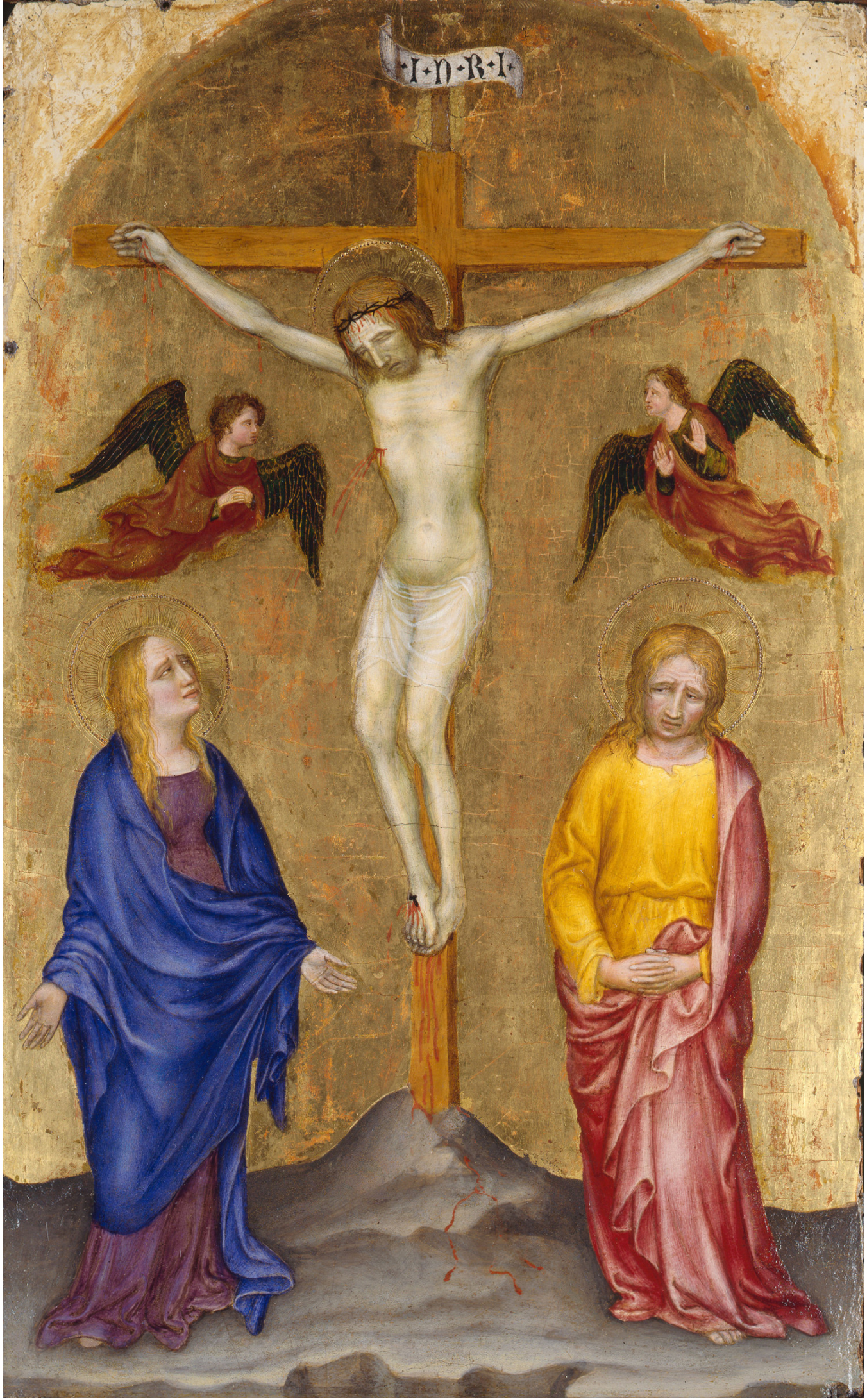
Tabla del Políptico de Valle Romita,[18] de Gentile da Fabriano (ca. 1400-1410).
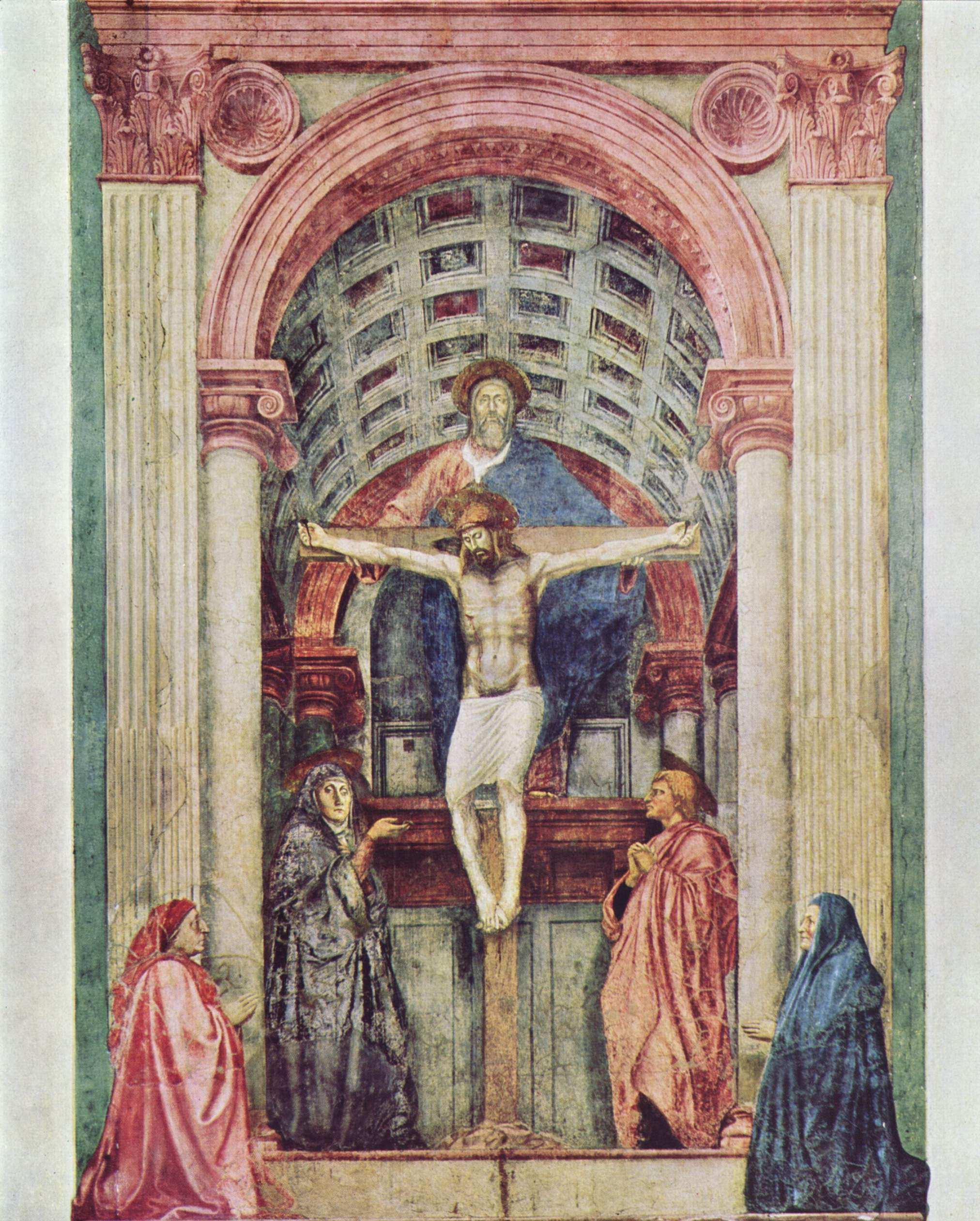
El tema forma parte aquí de una iconografía más compleja: la llamada Trinidad de Masaccio (1425-1426), en la que se mezcla con un Thronum Gratiae y dos donantes.
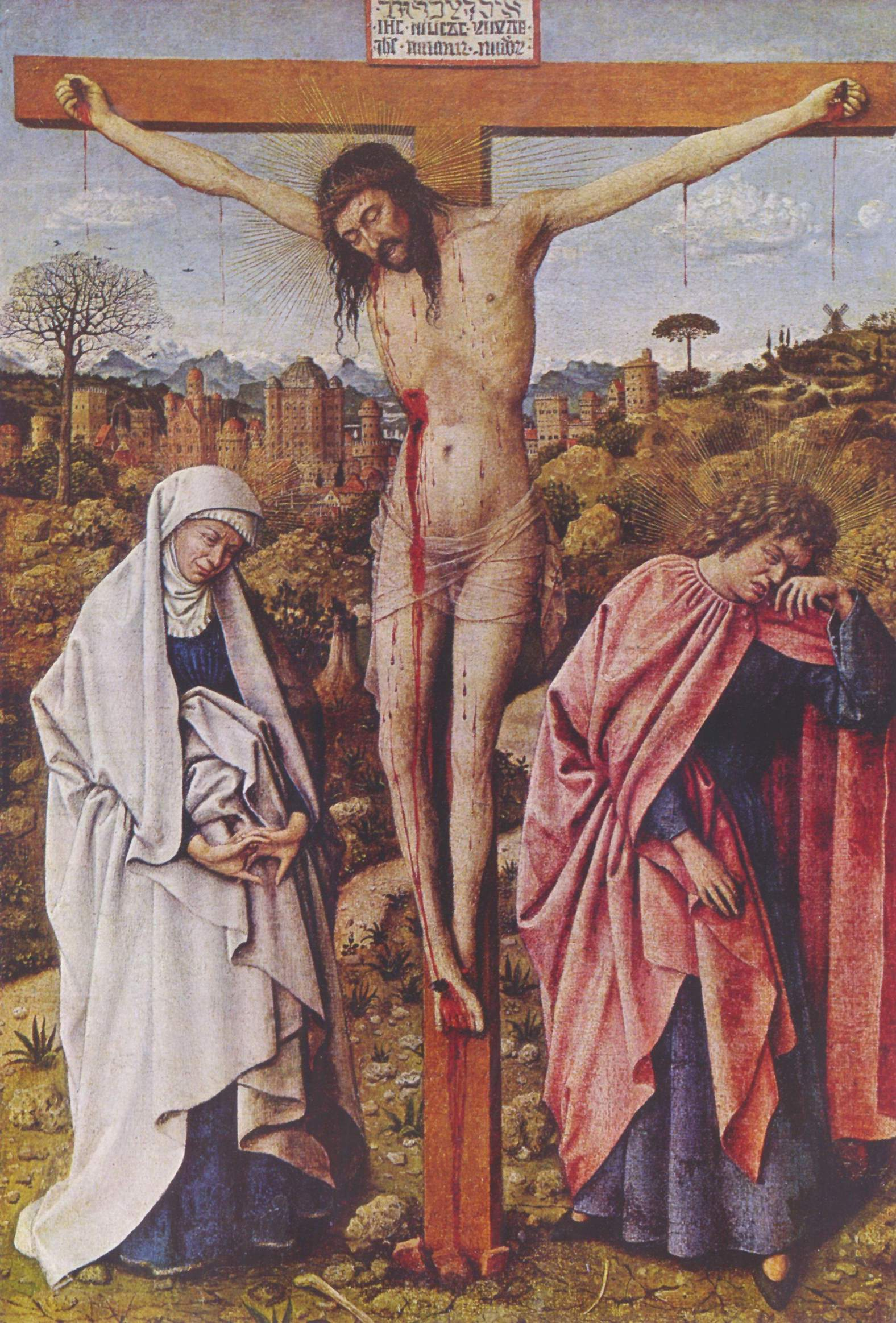
Jan van Eyck, ca. 1430.
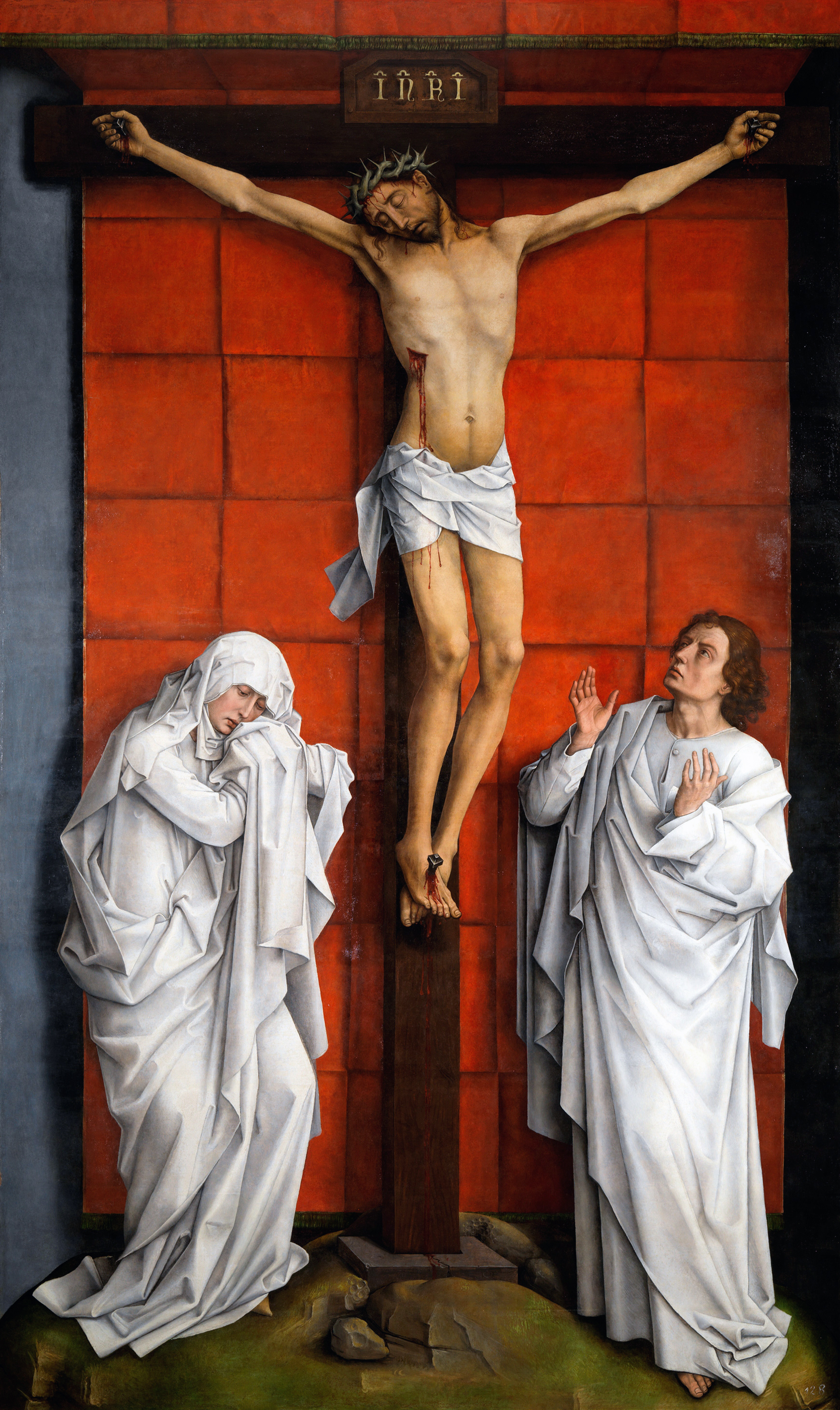
El llamado Calvario de El Escorial,[19] de Roger van der Weyden (ca. 1460).
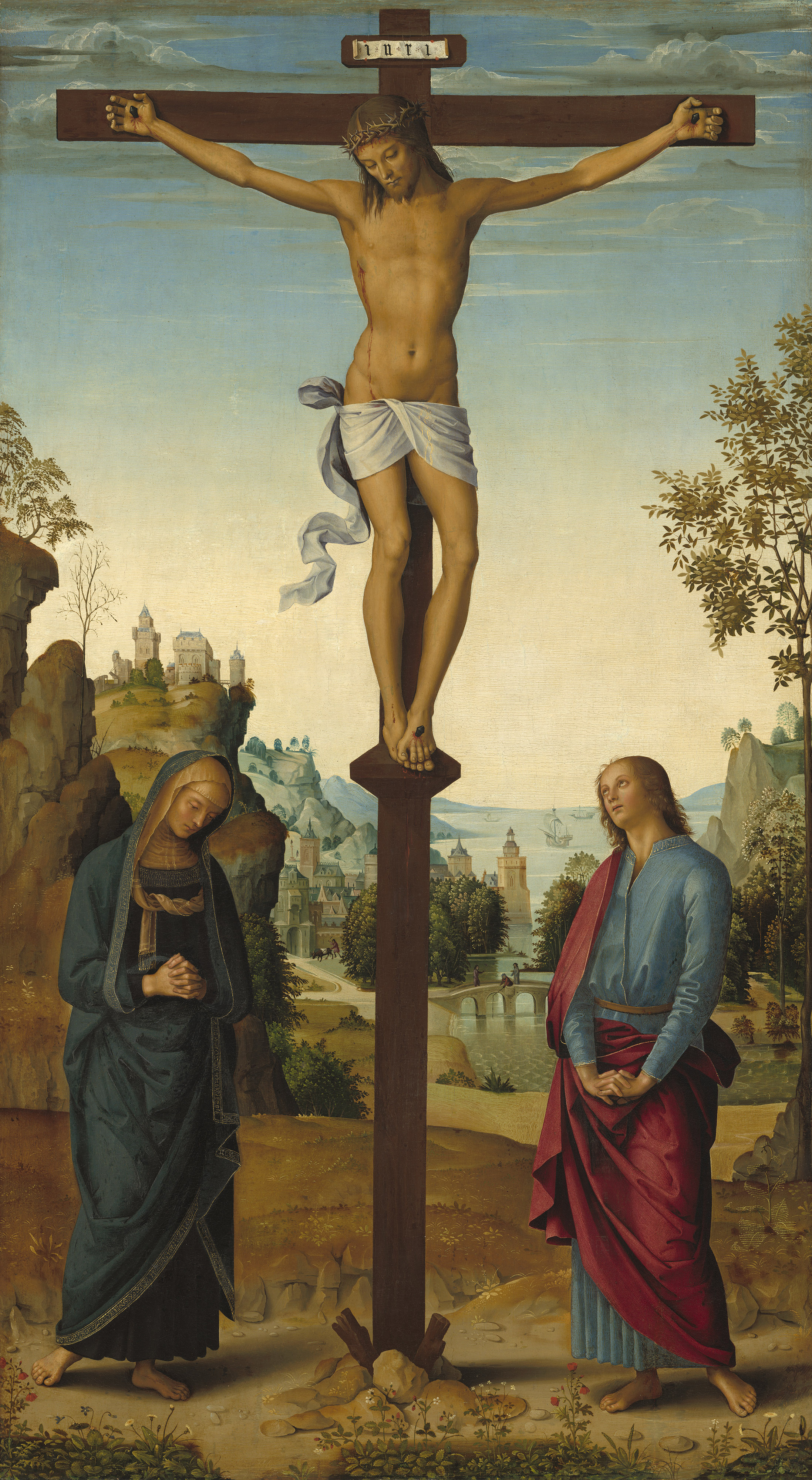
Perugino (1482). Influyó decisivamente en la llamada Crucifixión Mond de Rafael.
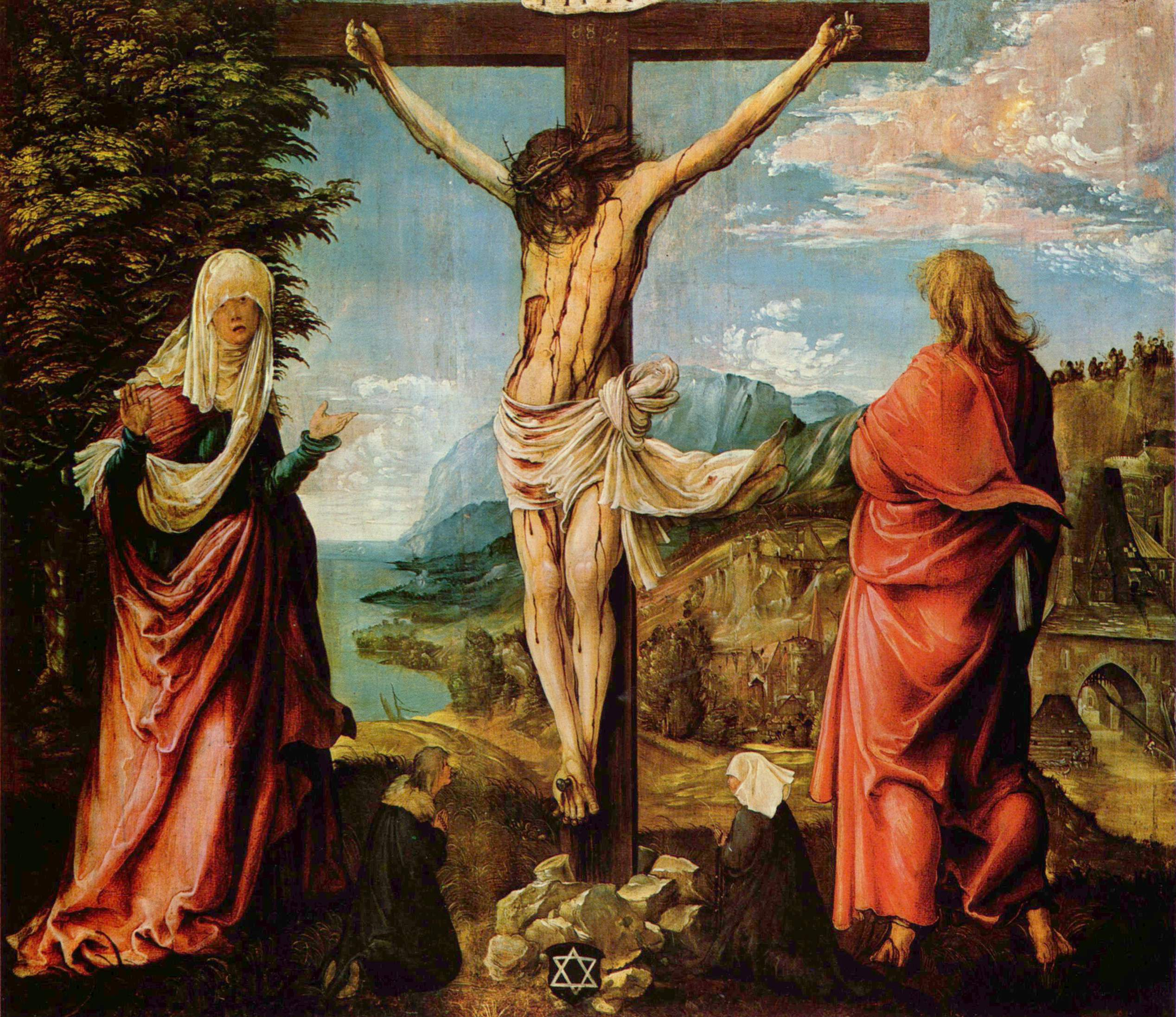
Albrecht Altdorfer (ca. 1512).
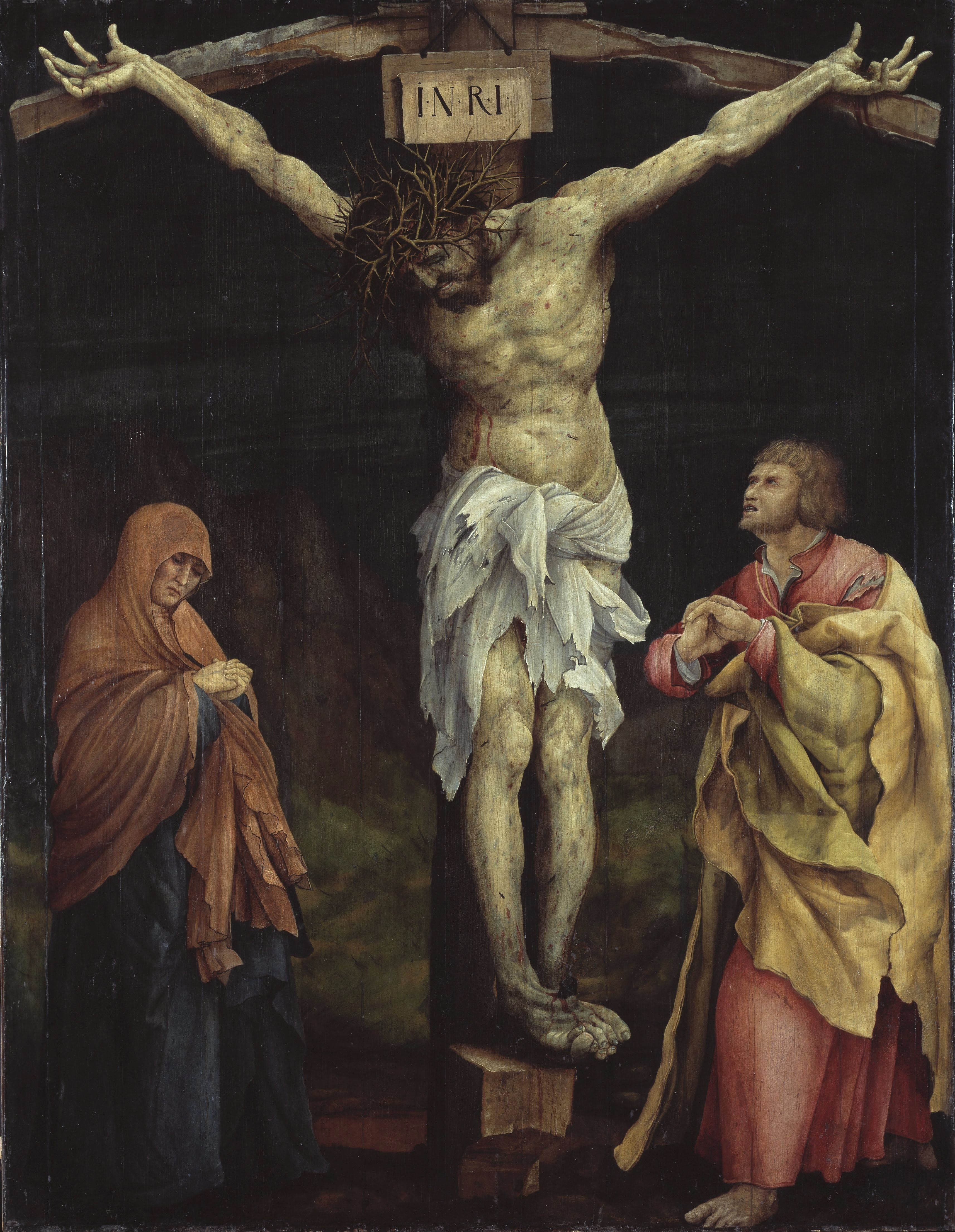
Matthias Grünewald (1523-1524).
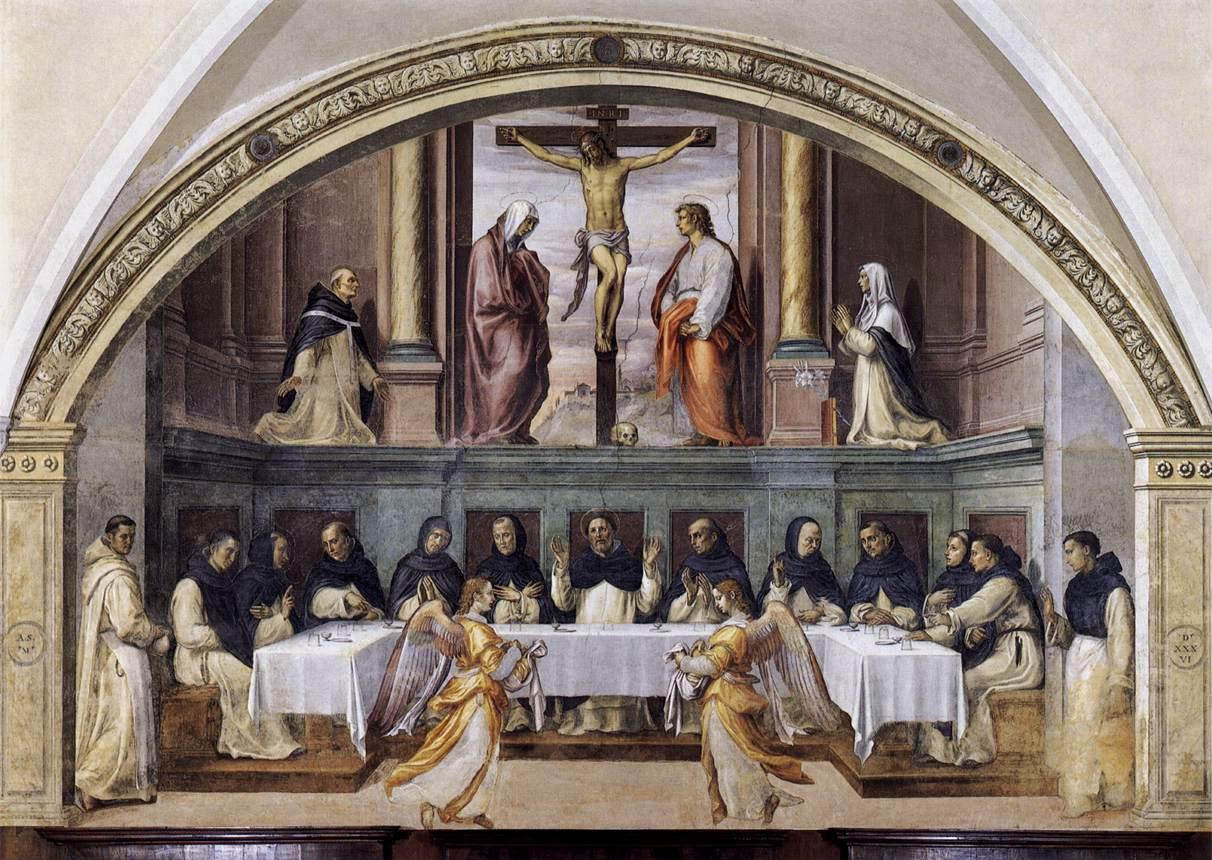
El tema aparece aquí como plano espiritual de otro: Santo Domingo y sus frailes alimentados por los ángeles, de Giovanni Antonio Sogliani (1536).
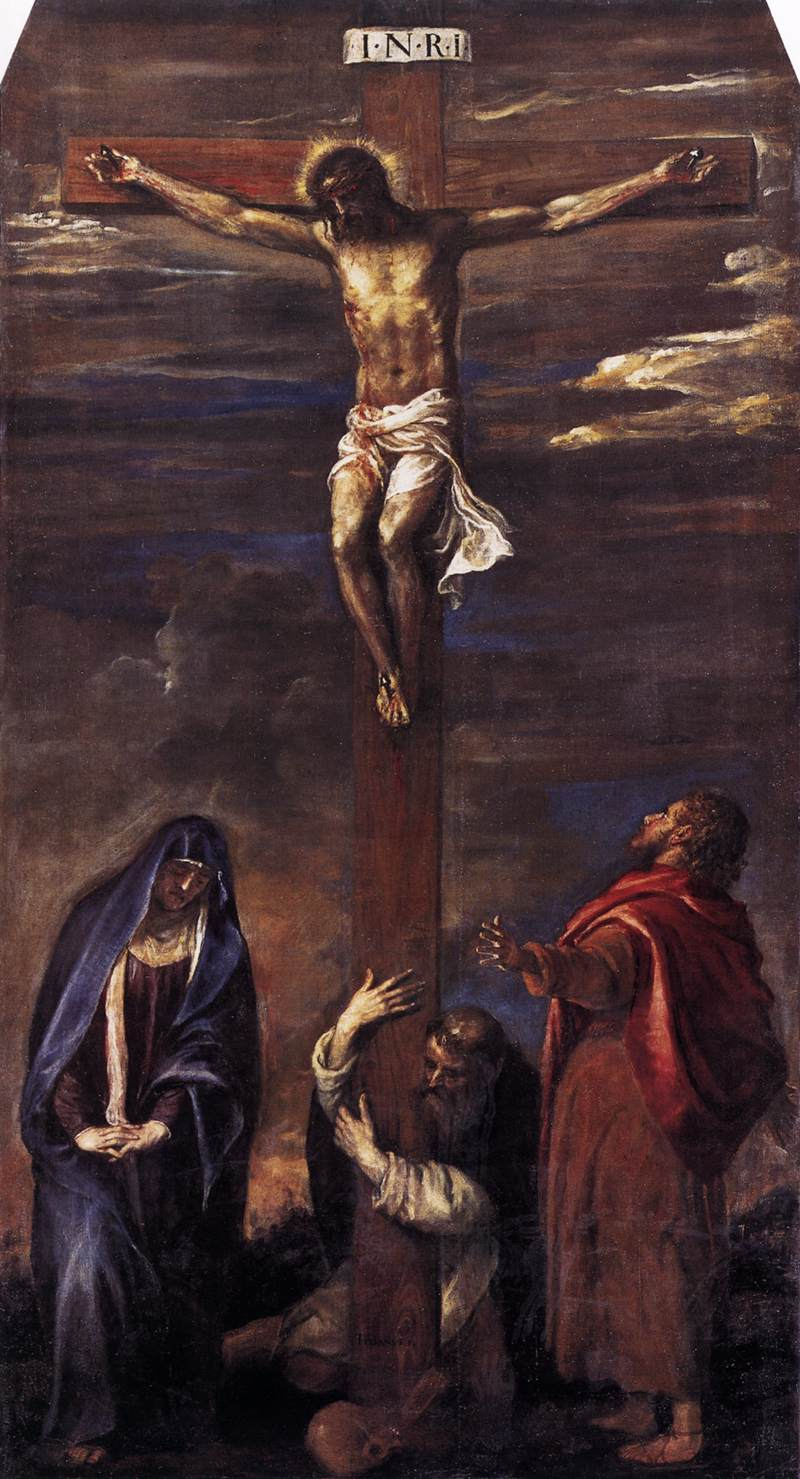
Tiziano (1558) incluye la figura de Santo Domingo arrodillado, abrazando la cruz, en una pintura destinada a la iglesia dedicada a este santo en Ancona.
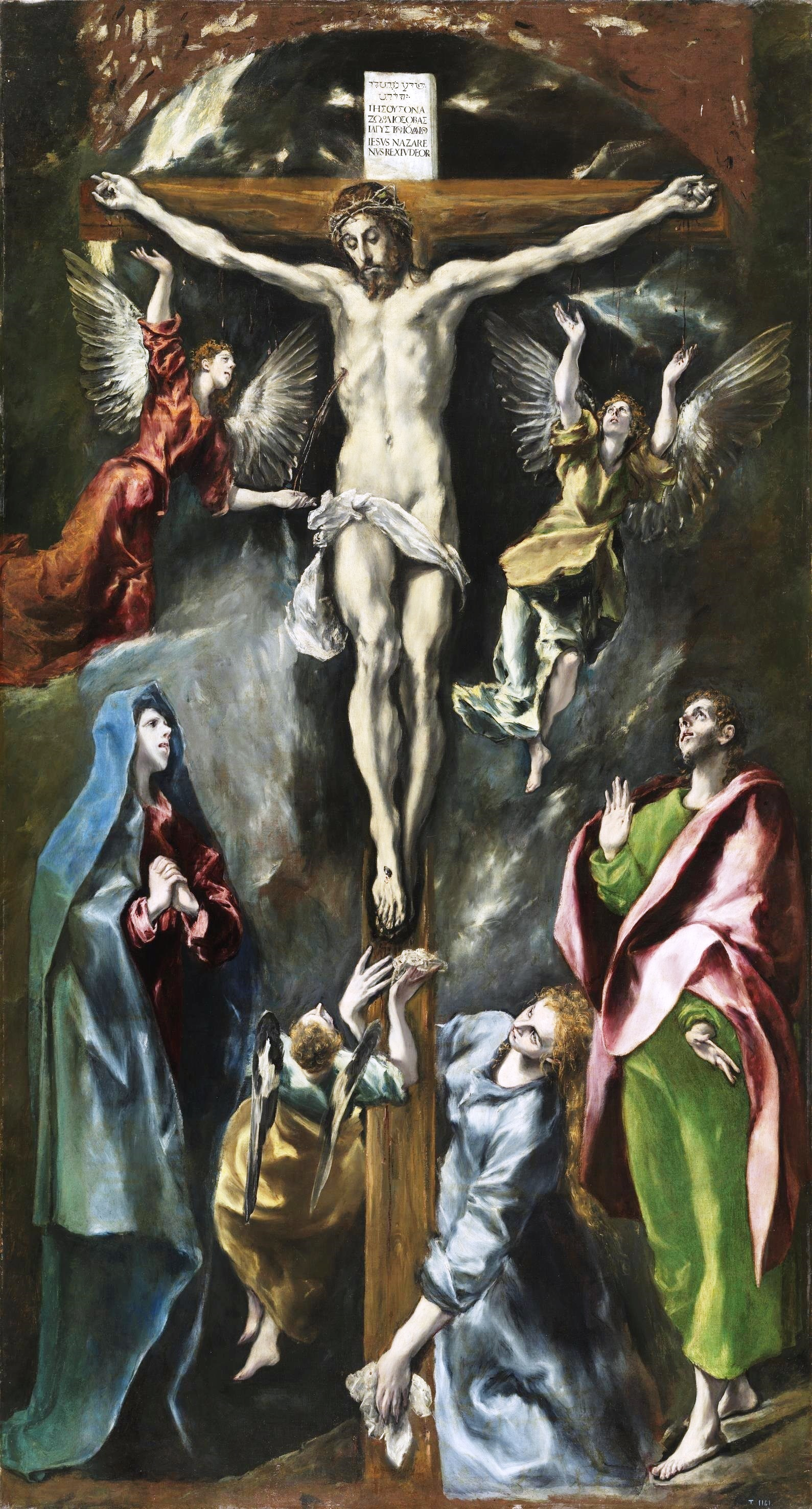
El Greco (1590) incluye, en esa misma posición, a María Magdalena.

Las convenciones compositivas del tema se mantienen esencialmente a lo largo de la pintura medieval y renacentista, aunque se introduzcan toda clase de variaciones iconográficas (si Cristo está agonizante o ya muerto, si las figuras están serenas o expresan dolor, si se incluyen otras figuras, que pueden incluso ser anacrónicas -santos posteriores, donantes-). En cambio, a partir de la pintura barroca se prefieren composiciones menos rígidas para la representación de la Crucifixión; e incluso cuando las figuras principales bajo la cruz sigan siendo San Juan y la Virgen, suelen disponerse de forma distinta; por ejemplo, juntos al mismo lado, rompiendo la simetría propia del modelo Stabat Mater (así lo hacen Simon Vouet o Rubens), siguiendo los precedentes de obras anteriores en las que el tema no es propiamente la escena en la que Cristo se dirige a su discípulo y a su madre, sino otros momentos, como la lanzada, o el desmayo de la Virgen.

## Texto de la secuencia
Los versos de la versión latina están compuestos en tetrámetros trocaicos.
| 1.Versión latina medieval Stabat Mater dolorosa Iuxta crucem lacrimosa, Dum pendebat filius. Cuius animam gementem Contristatam et dolentem Pertransivit gladius. 2. O quam tristis et afflicta Fuit illa benedicta Mater unigeniti Quae maerebat et dolebat. Et tremebat, cum videbat Nati poenas incliti. 3. Quis est homo qui non fleret, Matrem Christi si videret In tanto supplicio? Quis non posset contristari, Piam matrem contemplari Dolentem cum filio? 4. Pro peccatis suae gentis Vidit Jesum in tormentis Et flagellis subditum. Vidit suum dulcem natum Morientem desolatum Dum emisit spiritum. 5. Eja mater fons amoris, Me sentire vim doloris Fac ut tecum lugeam. Fac ut ardeat cor meum In amando Christum Deum, Ut sibi complaceam. 6. Sancta mater, istud agas, Crucifixi fige plagas Cordi meo valide. Tui nati vulnerati Tam dignati pro me pati, Poenas mecum divide! 7. Fac me vere tecum flere, Crucifixo condolere, Donec ego vixero. Juxta crucem tecum stare Te libenter sociare In planctu desidero. 8. Virgo virginum praeclara, Mihi jam non sis amara, Fac me tecum plangere. Fac ut portem Christi mortem, Passionis eius sortem Et plagas recolere. 9. Fac me plagis vulnerari, Cruce hac inebriari Ob amorem filii, Inflammatus et accensus, Per te virgo sim defensus In die judicii. 10. Fac me cruce custodiri, Morte Christi praemuniri, Confoveri gratia. Quando corpus morietur Fac ut animae donetur Paradisi gloria. Amen. | 1.Traducción literal De pie la Madre dolorosa junto a la Cruz, llorosa, mientras pendía el Hijo. Cuya ánima gimiente, contristada y doliente atravesó la espada. 2. ¡Oh cuán triste y afligida estuvo aquella bendita Madre del Unigénito!. Languidecía y se dolía la piadosa Madre que veía las penas de su excelso Hijo. 3. ¿Qué hombre no lloraría si a la Madre de Cristo viera en tanto suplicio? ¿Quién no se entristecería a la Madre contemplando con su doliente Hijo? 4. Por los pecados de su gente vio a Jesús en los tormentos y doblegado por los azotes. Vio a su dulce Hijo muriendo desolado al entregar su espíritu. 5. Oh, Madre, fuente de amor, hazme sentir tu dolor, contigo quiero llorar. Haz que mi corazón arda en el amor de mi Dios y en cumplir su voluntad. 6. Santa Madre, yo te ruego que me traspases las llagas del Crucificado en el corazón. De tu Hijo malherido que por mí tanto sufrió reparte conmigo las penas. 7. Déjame llorar contigo condolerme por tu Hijo mientras yo esté vivo. Junto a la Cruz contigo estar y contigo asociarme en el llanto es mi deseo. 8. Virgen de Vírgenes preclara no te amargues ya conmigo, déjame llorar contigo. Haz que llore la muerte de Cristo, hazme socio de su pasión, haz que me quede con sus llagas. 9. Haz que me hieran sus llagas, haz que con la Cruz me embriague, y con la Sangre de tu Hijo. Para que no me queme en las llamas, defiéndeme tú, Virgen santa, en el día del juicio. 10. Cuando, Cristo, haya de irme, concédeme que tu Madre me guíe a la palma de la victoria. Cuando el cuerpo sea muerto, haz que al ánima sea dada del Paraíso la gloria. Amén. | 1.Versión por Lope de Vega La Madre piadosa parada junto a la cruz y lloraba mientras el Hijo pendía. Cuya alma, triste y llorosa, traspasada y dolorosa, fiero cuchillo tenía. 2. ¡Oh, cuán triste y cuán aflicta se vio la Madre bendita, de tantos tormentos llena! Cuando triste contemplaba y dolorosa miraba del Hijo amado la pena. 3. Y ¿cuál hombre no llorara, si a la Madre contemplara de Cristo, en tanto dolor? Y ¿quién no se entristeciera, Madre piadosa, si os viera sujeta a tanto rigor? 4. Por los pecados del mundo, vio a Jesús en tan profundo tormento la dulce Madre. Vio morir al Hijo amado, que rindió desamparado el espíritu a su Padre. 5. ¡Oh dulce fuente de amor!, hazme sentir tu dolor para que llore contigo. Y que, por mi Cristo amado, mi corazón abrasado más viva en él que conmigo. 6. Y, porque a amarle me anime, en mi corazón imprime las llagas que tuvo en sí. Y de tu Hijo, Señora, divide conmigo ahora las que padeció por mí. 7. Hazme contigo llorar y de veras lastimar de sus penas mientras vivo. Porque acompañar deseo en la cruz, donde le veo, tu corazón compasivo. 8. ¡Virgen de vírgenes santas!, llore ya con ansias tantas, que el llanto dulce me sea. Porque su pasión y muerte tenga en mi alma, de suerte que siempre sus penas vea. 9. Haz que su cruz me enamore y que en ella viva y more de mi fe y amor indicio. Porque me inflame y encienda, y contigo me defienda en el día del juicio. 10. Haz que me ampare la muerte de Cristo, cuando en tan fuerte trance vida y alma estén. Porque, cuando quede en calma el cuerpo, vaya mi alma a su eterna gloria. Amén. |

## Indulgencia
La indulgencia de 100 días por cada representación fue concedida por el Papa Inocencio XI el 1 de septiembre de 1681 y confirmada por el Papa Pío IX con rescripto del 18 de junio de 1876.

## Otras versiones e influencias
- María Gertrudis Hore tradujo el himno en español y compuso algunos poemas de tipo anacreóntico anteriormente a su ingreso en la Orden de la Concepción (1778).[27]

- Con estas palabras también se titula y empieza una canción del grupo musical de Black metal, Anorexia Nervosa. El grupo de wave etéreo Ophelia's Dream también realizó en un EP una versión íntegra del Stabat Mater de Pergolesi.

- El grupo de metal sinfónico neerlandés, Epica también realizó, en el 2009, una versión de Pergolesi, cantada en el latín original, junto con la Orquesta de Cámara Extendida Ede Reményi y el Coro del Teatro Nacional de Miskolc en Miskolc para su disco The Classical Conspiracy. En el concierto de su décimo aniversario de 2013, llamado Retrospect, Simone Simons (vocalista de Epica) junto a Floor Jansen (actual vocalista de la banda Nightwish) cantaron en vivo la misma versión.

- "Stabat Mater Dolorosa" es una canción de la banda española Saurom. Incluida en su disco conceptual Maryam.

- El cantante peruano Rafo Raez tiene una canción titulada "Stabat Mater".

- El francés Yoann Lemoine, también conocido como Woodkid, tiene una canción con el mismo título en su álbum "The golden age".

- La banda italiana de metal sinfónico, Rhapsody of Fire, tiene como parte de su estribillo los 2 primeros versos de la última estrofa en su canción "Whizard's Last Rhymes"
- En el Camino Neocatecumenal existe, entre sus múltiples cánticos, una versión del Stabat Mater que combina la primera estrofa en latín con las demás en castellano.

- El italiano Franco Simone, grabó en 2014 la ópera rock-sinfónica "Stabat Mater" (en texto latino de Jacopone da Todi) con Michele Cortese y Gianluca Paganelli, con Rita Cammarano como artista invitada.